# Dunum
Dunum er en kommune der er en del af Samtgemeinde Esens i Landkreis Wittmund i Østfrisland, i den nordvestlige del af den tyske delstat Niedersachsen.

## Geografi
Kommunen grænser mod øst til byen Wittmund og mod syd til Langefeld og Middels der er en del af bykommunen Aurich i Landkreis Aurich. Mod vest grænser den til kommunerne Blomberg og Moorweg, og mod nord til Stedesdorf, de sidste tre i Landkreis Wittmund.